# Utah Phillips

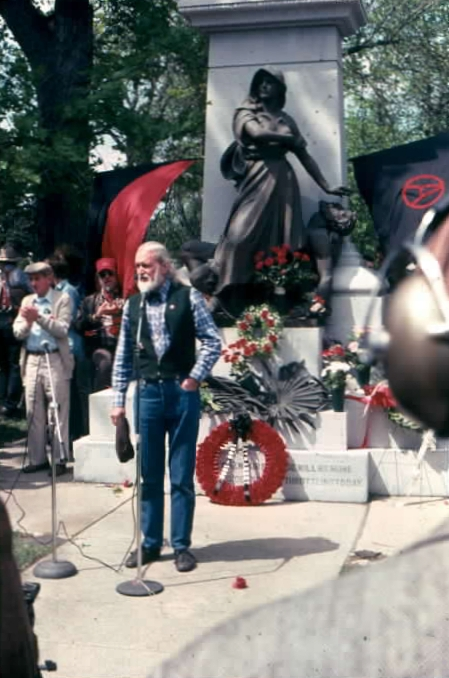
Utah Phillips bei einer Rede zum 100. Jahrestag des Haymarket Riot

Bruce „Utah“ Duncan Phillips (* 15. Mai 1935 in Cleveland, Ohio; † 23. Mai 2008 in Nevada City, Kalifornien) war ein US-amerikanischer Folksänger, Dichter und als Gewerkschafter Mitglied der Industrial Workers of the World.

## Leben
Phillips Eltern Edwin und Kathleen waren aktive Gewerkschafter. Im Teenageralter riss Utah Phillips von zuhause aus und führte fortan das Leben eines Hobos. Er fuhr mit der Eisenbahn durch die USA und begann, Lieder über seine Erlebnisse zu schreiben. 1956 trat er ins US-Militär ein und leistete drei Jahre Dienst. Seine Erfahrungen, die er in dieser Zeit im Nachkriegs-Korea sammelte, prägten sein Denken und veranlassten ihn, an der Friedensbewegung teilzunehmen. Zurück in den USA, begab er sich nach Salt Lake City und gründete dort mit Ammon Hennacy vom Catholic Worker Movement das nach Joe Hill benannte Joe Hill House, welches Obdachlose unterstützte und Sozialhilfe anbot. In den acht Jahren, in denen er dort arbeitete, wurde er durch Ammon Hennacy, mit den Ideen des Pazifismus und Anarchismus vertraut gemacht.
Musikalisch beeinflusst war Utah Phillips unter anderem von der Countrylegende Hank Williams, von Woody Guthrie und von Pete Seeger. Sein erstes Album Good Though! nahm er 1973 auf, darauf ist auch der Klassiker Moose Turd Pie zu hören. Für seine Arbeit mit Ani DiFranco auf The Past Didn't Go Anywhere (1996) und Fellow Workers (1999) wurde er für den Grammy Award nominiert.
Utah Phillips starb an den Folgen einer Herzkrankheit.